# Сент-Луїс 2013 (шаховий турнір)
Сент-Луїс 2013 або Кубок Сінкфілда 2013 (англ. The 2013 Sinquefield Cup) — 1-й міжнародний шаховий турнір, що проходив в Сент-Луїсі (США) з 9 по 15 вересня 2013 року.

## Загальна інформація про турнір
Категорія турніру — XXII (середній рейтинг — 2797).
Розклад змагань:
- Ігрові дні: 9—11, 13—15 вересня
- Вихідний день: 12 вересня

Початок партій о 21:00 год, останній тур о 19:00 (час Київський).

### Призовий фонд
Загальний призовий фонд — 170 000 доларів забезпечений видатним американським фінансистом і філантропом Рексом Сінкфілдом і його дружиною Джіні. В останні кілька років до цього вони вкладали значні кошти у проведення чемпіонатів США, роботу шахового клубу та навчального центру в Сент-Луїсі, в приміщенні якого проходить супертурнір.
1. 70 000 $
2. 50 000 $
3. 30 000 $
4. 20 000 $

## Учасники
- Маґнус Карлсен  Норвегія, 2862  — 1
- Левон Аронян  Вірменія, 2813  — 2
- Хікару Накамура  США, 2772  — 9
- Гата Камський  США, 2741  — 16

жирним  — місце в рейтингу станом на вересень 2013 року.

## Рух за турами
| 1 тур 09.09.2013 | 1 тур 09.09.2013 | 1 тур 09.09.2013 | 1 тур 09.09.2013 | 1 тур 09.09.2013 |
| ---------------- | ---------------- | ---------------- | ---------------- | ---------------- |
| Карлсен          | 0                | 1:0              | 0                | Камський         |
| Накамура         | 0                | 1:0              | 0                | Аронян           |
| 4 тур 13.09.2013 |                  |                  |                  |                  |
| Камський         | ½                | 0:1              | 2                | Карлсен          |
| Аронян           | 1                | 1:0              | 2½               | Накамура         |

| 2 тур 10.09.2013 | 2 тур 10.09.2013 | 2 тур 10.09.2013 | 2 тур 10.09.2013 | 2 тур 10.09.2013 |
| ---------------- | ---------------- | ---------------- | ---------------- | ---------------- |
| Аронян           | 0                | ½:½              | 1                | Карлсен          |
| Накамура         | 1                | 1:0              | 0                | Камський         |
| 5 тур 14.09.2013 |                  |                  |                  |                  |
| Накамура         | 2½               | ½:½              | 3                | Карлсен          |
| Аронян           | 2                | ½:½              | ½                | Камський         |

| 3 тур 11.09.2013 | 3 тур 11.09.2013 | 3 тур 11.09.2013 | 3 тур 11.09.2013 | 3 тур 11.09.2013 |
| ---------------- | ---------------- | ---------------- | ---------------- | ---------------- |
| Карлсен          | 1½               | ½:½              | 2                | Накамура         |
| Камський         | 0                | ½:½              | ½                | Аронян           |
| 6 тур 15.09.2013 |                  |                  |                  |                  |
| Карлсен          | 3½               | 1:0              | 2½               | Аронян           |
| Камський         | 1                | ½:½              | 3                | Накамура         |

| Підсумковий результат | Підсумковий результат | Підсумковий результат | Підсумковий результат | Підсумковий результат |
| --------------------- | --------------------- | --------------------- | --------------------- | --------------------- |
| 1.Карлсен             | 4½                    | 4½                    | 4½                    | 4½                    |
| 2.Накамура            | 3½                    | 3½                    | 3½                    | 3½                    |
| 3.Аронян              | 2½                    | 2½                    | 2½                    | 2½                    |
| 4.Камський            | 1½                    | 1½                    | 1½                    | 1½                    |

## Таблиця турніру
| № | Учасник         | Країна   | Рейтинг | 1 | 1 | 2 | 2 | 3 | 3 | 4 | 4 |  | + | − | = | Очки | Місце  | Перфоменс |
| - | --------------- | -------- | ------- | - | - | - | - | - | - | - | - |  | - | - | - | ---- | ------ | --------- |
| 1 | Маґнус Карлсен  | Норвегія | 2862    |   |   | 1 | ½ | ½ | ½ | 1 | 1 |  | 3 | 0 | 3 | 4½   | Gold   | 2966      |
| 2 | Левон Аронян    | Вірменія | 2813    | 0 | ½ |   |   | 0 | 1 | ½ | ½ |  | 1 | 2 | 3 | 2½   | Bronze | 2734      |
| 3 | Хікару Накамура | США      | 2772    | ½ | ½ | 1 | 0 |   |   | 1 | ½ |  | 2 | 1 | 3 | 3½   | Silver | 2863      |
| 4 | Гата Камський   | США      | 2741    | 0 | 0 | ½ | ½ | 0 | ½ |   |   |  | 0 | 3 | 3 | 1½   | 4      | 2625      |